# Bestia (film 1978)
Bestia – polski film psychologiczny z 1978 roku w reżyserii Jerzego Domaradzkiego, na motywach opowiadania pt.: Diabeł – Lwa Tołstoja.

## Opis fabuły
Po kilku latach studiów w Szwajcarii, Paweł Sarnawski wraca do rodzinnego majątku w Wielkopolsce Paweł Sarnawski. Spotkanie i rozmowy z matką i wujem, wizyty u narzeczonej wypełniają jego pierwsze dni po powrocie. Zdobytą za granica wiedzę, chce wykorzystać dla podreperowania podupadłego gospodarstwa, ponieważ przeciwstawia się sprzedaży majątku. Za poręczeniem uzyskuje pożyczki z Kasy Mianowskiego, sprowadza nawozy sztuczne, zamawia nowoczesne maszyny rolnicze z fabryki Cegielskiego i planuje budowę domu ludowego. Zaś z grupę młodych chłopów, udaje mu się zorganizować patriotyczne kółko zainteresowań. Czyta im wiersze, które silnie pobudzają uczucia patriotyczne oraz uczy ich strzelać. Majątek Sarnawskiego jest usytuowany blisko granicy. Planowane jest przerzucenie wyszkolonych ludzi do formujących się w Galicji Legionów. Żeni się ze swoja narzeczoną Anną Lipowską z którą jest szczęśliwy i która podziwia ukochanego za jego pracę w duchu pozytywizmu, ale po pewnym czasie wraca myślami do Doroty, dziewczyny pracującej w jego gospodarstwie z którą zdradził Annę. Spotkania z nią stają się koniecznością. Po pewnym czasie uświadamia sobie, że namiętność, która nim zawładnęła jest silniejsza od niego i ma negatywny wpływ na jego dalsze życie. Zaś żona głęboko przeżywa rozdźwięk jaki między nimi nastąpił. Pewnej nocy zastaje w pokoju Pawła Dorotę, a następnego dnia wyjeżdża do rodziców. Paweł nie licząc się z matką, wyrzutami księdza i ostrzeżeniami wuja sprowadza Dorotę do domu. Spędza z nią dni i noce w całkowitym zapomnieniu, nie myśląc o otaczającej go rzeczywistości. Tymczasem przed dwór Sarnawskiego przywożą kilku zabitych chłopów, którym nie udało się przekroczyć granicy. Przedsięwzięcie nie powiodło się w dużym stopniu z jego winy, lecz Paweł, całkowicie zatracony w swojej namiętności, nie znajdując innego wyjścia – decyduje się na desperacki krok i zabija Dorotę. Kwaterujący we dworze oficerowie oddziału niemieckiego, lekceważą jego wyznanie uznając go za wariata. Sprawa jest dla nich nieistotna, ponieważ wybuchła I wojna światowa.

## Obsada
- Wojciech Alaborski − Paweł
- Izabella Teleżyńska − Zofia, matka Pawła
- Krystyna Janda − Anna, żona Pawła
- Anna Chodakowska − Dorota
- Ignacy Machowski − Kazimierz Różański, wuj Pawła
- Andrzej Seweryn − ksiądz
- Włodzimierz Musiał − Gawroński. rządca w majątku Pawła
- Wirgiliusz Gryń − Lipkowski, ojciec Anny
- Piotr Fronczewski − Rzepecki
- Emilian Kamiński − Franek
- Krystyna Karkowska − Lipkowska, matka Anny
- Monika Alwasiak − Helenka, siostra Anny

i inni.